# Do You Like Brahms?
Do You Like Brahms? (Hangul: 브람스를 좋아하세요?; RR: Beuramseureul Joahaseyo?), es una serie de televisión surcoreana emitida desde el 3 de agosto de 2020 hasta el 20 de octubre de 2020, a través de SBS TV.

## Sinopsis
La serie sigue a un grupo de estudiantes de música clásica, sus sueños, amor y cómo encuentran su propia felicidad mientras aprenden música.
Desafiando a su familia, Chae Song-ah es aceptada en la escuela de música de la misma universidad donde originalmente se especializó en negocios. Como es siete años mayor que sus compañeros de clase, pronto encuentra abrumadora su nueva vida académica, por lo que debe luchar por encontrar fuerzas.
Por otro lado, Park Joon-young, es un joven y talentoso pianista que ha tocado el piano desde que tenía seis años. Joon-young ha sido amigo de Lee Jung-kyung, la nieta del director ejecutivo de "Kyunghoo Group" y de quien está enamorado. Sin embargo, cuando decide mantener su distancia de Jung-kyung conoce a Song-ah y sus sentimientos comienzan a cambiar.

## Reparto[3]

### Personajes principales
| Actor                                  | Personaje       | N.º de episodios | Notas |
| -------------------------------------- | --------------- | ---------------- | --- |
| Park Eun-bin                           | Chae Song-ah    | 16               | Es una estudiante siete años mayor que sus compañeros de clases que se encuentra en su último año de la universidad y se especializa en el violín. Aunque al inicio siente algo por su amigo Yoon Dong-yoon, termina enamorándose de Park Joon-young.                      |
| Kim Min-jae Park Sang-hoon Ki Eun-yoo  | Park Joon-young | 16 2-4 -         | Es un joven pianista que comienza a tocar el piano a los seis años y ha logrado ganar concursos destacados en el país antes de ganar concursos en todo el mundo. Aunque al inicio está enamorado de Lee Jung-kyung, sus sentimientos cambian cuando conoce a Chae Song-ah. |
| Park Ji-hyun Shin Soo-yeon Kim Gyu-bin | Lee Jung-kyung  | 16 2-4, 15 11    | Es la nieta de Na Moon-sook y una talentosa violinista, quien a pesar de ser una joven prodigio decide vivir una vida normal después de la repentina muerte de su madre. Es amiga de Park Joon-young y Han Hyun-ho.                                                        |
| Kim Sung-cheol                         | Han Hyun-ho     | 16               | Es un músico y amigo de Park Joon-young y Lee Jung-kyung. Está enamorado de Jung-kyung. |
| Lee You-jin                            | Yoon Dong-yoon  | -                | Es el amigo de Chae Song-ah y Kang Min-sung. |
| Bae Da-bin                             | Kang Min-sung   | -                | Es la amiga de Chae Song-ah y Yoon Dong-yoon. Está enamorada de Dong-yoon. |

### Personajes secundarios
| Actor                      | Personaje     | N.º de episodios | Notas                                                                                  |
| -------------------------- | ------------- | ---------------- | -------------------------------------------------------------------------------------- |
| Ye Soo-jung                | Na Moon-sook  | -                | Es la jefa de la fundación cultural "Kyung Hoo".                                       |
| Kim Jong-tae               | Lee Sung-geun | -                | Es el padre de Lee Jung-kyung.                                                         |
| Seo Jeong-yeon             | Cha Young-in  | -                | Es la planificadora de espectáculos de la fundación cultural "Kyung Hoo".              |
| Choi Dae-hoon              | Park Sung-jae | -                | Es un empleado de la fundación cultural "Kyung Hoo".                                   |
| Yang Jo-ah                 | Im Yoo-jin    | -                | Es una empleada de la fundación cultural "Kyung Hoo".                                  |
| Ahn Sang-eun               | Jung Da-eun   | -                | Es una empleada de la fundación cultural "Kyung Hoo".                                  |
| Lee Ji-won                 | Kim Hae na    | -                | Es una joven interna.                                                                  |
| Gil Hae-yeon               | Song Jong-hee | -                | Es una empleada de la Universidad Seo Ryeong.                                          |
| Baek Ji-won                | Lee Soo-kyung | -                | Es una empleada de la Universidad Seo Ryeong.                                          |
| Joo Suk-tae                | Yoo Tae-jin   | -                | Es el instructor de piano de la Universidad Seo Ryeong y el maestro de Park Joon-youn. |
| Kim Jung-young             | -             | -                | Es la madre de Park Joon-young.                                                        |
| Kim Hak-sun                | -             | -                | Es el padre de Chae Song-ah.                                                           |
| Kim Sun-hwa                | -             | -                | Es la madre de Chae Song-ah.                                                           |
| Lee No-ah                  | Chae Song-hee | -                | Es la hermana mayor de Chae Song-ah.                                                   |
| Han Da-mi                  | Jang Eun-ji   | -                | Es la amiga de Chae Song-ah.                                                           |
| Song Ji-won                | Soo-jung      | -                |                                                                                        |
| Ko So-hyun                 | Yang Ji-won   | -                | Es una violinista.                                                                     |
| Kim Gook-hee Kim Young-sun | -             | - 5-6            | Es la madre de Yang Ji-won.                                                            |

### Otros personajes
| Actor              | Personaje   | Episodios donde apareció | Notas                                                                                    |
| ------------------ | ----------- | ------------------------ | ---------------------------------------------------------------------------------------- |
| Jo Seung-yun       | Ahn Nam-goo | 1                        | Es un conductor.                                                                         |
| Jung Ye-na         | -           | 1                        | Es una pequeña que está en el restaurante y le pregunta a Chae Song-ah sobre el violín.. |
| Kim Ga-young       | -           | 2, 4                     | Es una maestra de aula.                                                                  |
| Kim Mi-kyung       | -           | 2                        | Es una maestra.                                                                          |
| Park Si-eun        | Jo Soo-an   | 5                        |                                                                                          |
| Kim Ga-eun         | -           | 5                        | Es una estudiante de secundaria.                                                         |
| Hong Seo-joon      | Mr. Jo      | 5                        | Es un CEO.                                                                               |
| Park Seung-tae     | -           | 7                        | Es una pasajera del autobús.                                                             |
| Choi Hee-jin       | Lee Doo-ri  | 8, 14                    | Es una reportera.                                                                        |
| Jo Deok-hee        | -           | 9                        | Es un estudiante de secundaria.                                                          |
| Kim Lee-lin        | -           | 9                        | Es un estudiante de secundaria.                                                          |
| Jang Young-hyun    | -           | 9                        | Es un estudiante de secundaria.                                                          |
| Shin Hee-gook      | -           | 9                        | Es un estudiante de secundaria.                                                          |
| Park Jin-young     | -           | 10                       |                                                                                          |
| Lee Ho-jung        | Kim Kyu-hee | 11                       |                                                                                          |
| Han Hye-ji         | -           | 12, 15                   | Es una miembro de la facultad.                                                           |
| Garrison Keener    | Chris       | -                        | Es un manager.                                                                           |
| Rachel J. Goodgion | -           | -                        | Es una fan devota.                                                                       |

### Apariciones especiales
| Actor           | Personaje      | Episodios donde apareció | Notas                                               |
| --------------- | -------------- | ------------------------ | --------------------------------------------------- |
| Yoon Chan-young | Seung Ji-min   | 3                        | Es un joven pianista y el rival de Park Joon-young. |
| Woo Hee-jin     | Jung Kyung-sun | 11                       | Es la madre de Lee Jung-kyung.                      |

## Episodios
La serie está conformada por dieciséis episodios, los cuales fueron emitidos todos los lunes y martes a las 22:00 (KST).

### Ratings
Los números en color rojo indican las calificaciones más bajas, mientras que los números en azul indican las calificaciones más altas.
| Ep.      | Parte    | Título                                                                                           | Fecha de emisión         | Participación promedio de audiencia | Participación promedio de audiencia |
| Ep.      | Parte    | Título                                                                                           | Fecha de emisión         | Nacional                            | Seúl                                |
| -------- | -------- | ------------------------------------------------------------------------------------------------ | ------------------------ | ----------------------------------- | ----------------------------------- |
| 1        | 1        | Träumerei: Dream (트로이메라이 : 꿈)                                                             | 31 de agosto de 2020     | 4.2% (NR)                           | N/A                                 |
| 1        | 2        | Träumerei: Dream (트로이메라이 : 꿈)                                                             | 31 de agosto de 2020     | 5.3% (19.ª)                         | 6.2% (15.ª)                         |
| 2        | 1        | Poco a Poco: Slowly, Gradually (포코 아 포코 : 서서히, 조금씩)                                   | 1 de septiembre de 2020  | 3.8% (NR)                           | N/A                                 |
| 2        | 2        | Poco a Poco: Slowly, Gradually (포코 아 포코 : 서서히, 조금씩)                                   | 1 de septiembre de 2020  | 5.0% (19.ª)                         | 5.7% (18.ª)                         |
| 3        | 1        | Innig: Heartfelt (이니히 : 진심으로)                                                             | 7 de septiembre de 2020  | 4.5% (NR)                           | N/A                                 |
| 3        | 2        | Innig: Heartfelt (이니히 : 진심으로)                                                             | 7 de septiembre de 2020  | 5.6% (18.ª)                         | 6.5% (15.ª)                         |
| 4        | 1        | Non Troppo: Not Too Much (논 트로포 : 지나치지 않게)                                             | 8 de septiembre de 2020  | 4.3% (NR)                           | N/A                                 |
| 4        | 2        | Non Troppo: Not Too Much (논 트로포 : 지나치지 않게)                                             | 8 de septiembre de 2020  | 5.3% (18.ª)                         | 6.4% (15.ª)                         |
| 5        | 1        | Accelerando: Accelerating (아첼레란도 : 점점 빠르게)                                             | 14 de septiembre de 2020 | 4.5% (NR)                           | N/A                                 |
| 5        | 2        | Accelerando: Accelerating (아첼레란도 : 점점 빠르게)                                             | 14 de septiembre de 2020 | 5.8% (14.ª)                         | 6.8% (9.ª)                          |
| 6        | 1        | Raffrenando: Controlling One's Pace (라프레난도: 속도를 억제하면서)                              | 15 de septiembre de 2020 | 4.5% (NR)                           | N/A                                 |
| 6        | 2        | Raffrenando: Controlling One's Pace (라프레난도: 속도를 억제하면서)                              | 15 de septiembre de 2020 | 5.6% (16.ª)                         | 6.3% (11.ª)                         |
| 7        | 1        | Inquieto: Restless, Unstable (인키에토: 불안하게, 안정감 없이)                                   | 21 de septiembre de 2020 | 4.4% (NR)                           | N/A                                 |
| 7        | 2        | Inquieto: Restless, Unstable (인키에토: 불안하게, 안정감 없이)                                   | 21 de septiembre de 2020 | 5.8% (16.ª)                         | 6.5% (11.ª)                         |
| 8        | 1        | Con Fermezza: Firmly, Clearly (콘 페르메차: 확실하게, 분명하게)                                  | 22 de septiembre de 2020 | 4.4% (NR)                           | N/A                                 |
| 8        | 2        | Con Fermezza: Firmly, Clearly (콘 페르메차: 확실하게, 분명하게)                                  | 22 de septiembre de 2020 | 6.3% (12.ª)                         | 7.1% (6.ª)                          |
| 9        | 1        | Dolce: Sweetly (돌체: 달콤하게)                                                                  | 28 de septiembre de 2020 | 3.6% (NR)                           | N/A                                 |
| 9        | 2        | Dolce: Sweetly (돌체: 달콤하게)                                                                  | 28 de septiembre de 2020 | 5.5% (18.ª)                         | 6.1% (14.ª)                         |
| 10       | 1        | Sotto Voce: In a Whisper (소토 보체: 속삭이는 목소리로)                                          | 29 de septiembre de 2020 | 3.6% (NR)                           | N/A                                 |
| 10       | 2        | Sotto Voce: In a Whisper (소토 보체: 속삭이는 목소리로)                                          | 29 de septiembre de 2020 | 5.5% (15.ª)                         | 5.9% (9.ª)                          |
| 11       | 1        | Fermata: Hold, Pause (페르마타: 늘임표)                                                          | 5 de octubre de 2020     | 3.9% (NR)                           | N/A                                 |
| 11       | 2        | Fermata: Hold, Pause (페르마타: 늘임표)                                                          | 5 de octubre de 2020     | 5.2% (18.ª)                         | 5.9% (17.ª)                         |
| 12       | 1        | Da Capo: From The Beginning (다 카포: 처음으로 되돌아가서)                                       | 6 de octubre de 2020     | 4.1% (NR)                           | N/A                                 |
| 12       | 2        | Da Capo: From The Beginning (다 카포: 처음으로 되돌아가서)                                       | 6 de octubre de 2020     | 5.4% (18.ª)                         | 6.2% (14.ª)                         |
| 13       | 1        | Arpeggio: A Broken Chord (아르페지오: 펼침화음)                                                  | 12 de octubre de 2020    | 4.6% (NR)                           | N/A                                 |
| 13       | 2        | Arpeggio: A Broken Chord (아르페지오: 펼침화음)                                                  | 12 de octubre de 2020    | 6.0% (14.ª)                         | 6.9% (9.ª)                          |
| 14       | 1        | A Tempo: Return To The Original Speed (아 템포: 본래의 속도로 돌아가서)                          | 13 de octubre de 2020    | 4.3% (NR)                           | N/A                                 |
| 14       | 2        | A Tempo: Return To The Original Speed (아 템포: 본래의 속도로 돌아가서)                          | 13 de octubre de 2020    | 5.7% (14.ª)                         | 6.2% (12.ª)                         |
| 15       | 1        | General Pause, G.P.: Stop Abruptly and All Rest (게네랄 파우제: 돌연히 멈추고 모든 성부가 쉴 것) | 19 de octubre de 2020    | 3.9% (NR)                           | N/A                                 |
| 15       | 2        | General Pause, G.P.: Stop Abruptly and All Rest (게네랄 파우제: 돌연히 멈추고 모든 성부가 쉴 것) | 19 de octubre de 2020    | 5.6% (17.ª)                         | 6.3% (13.ª)                         |
| 16       | 1        | Crescendo: Gradually Louder (크레센도: 점점 크게)                                                | 20 de octubre de 2020    | 4.6% (NR)                           | N/A                                 |
| 16       | 2        | Crescendo: Gradually Louder (크레센도: 점점 크게)                                                | 20 de octubre de 2020    | 6.0% (11.ª)                         | 6.9% (9.ª)                          |
| Promedio | Promedio | Promedio                                                                                         |                          | %                                   | 6.3%                                |

## Banda sonora
La banda sonora original de la serie está conformada por las siguientes canciones:

### Parte 1
| No. | Intérprete            | Canción              | Letra             | Canción                     | Duración |
| --- | --------------------- | -------------------- | ----------------- | --------------------------- | -------- |
| 1   | Punch (Bae Jin-young) | "Close To Me"        | Ji Hoon y Jay Kim | Cha Ji-hye y Hwang Chan-hee | 3:32     |
| 2   |                       | "Close To Me" (Int.) | -                 | Cha Ji-hye y Hwang Chan-hee | 3:32     |

### Parte 2
| No. | Intérprete | Canción                         | Letra             | Canción                         | Duración |
| --- | ---------- | ------------------------------- | ----------------- | ------------------------------- | -------- |
| 1   | g.o.d      | "Confession" (지금 만나러 갈게) | Ji Hoon y Jay Kim | KZ, Jung Su-min y Kim Hye-kwang | 4:16     |
| 2   |            | "Confession" (Int.)             | -                 | KZ, Jung Su-min y Kim Hye-kwang | 4:16     |

### Parte 3
| No. | Intérprete | Canción                      | Letra             | Canción                      | Duración |
| --- | ---------- | ---------------------------- | ----------------- | ---------------------------- | -------- |
| 1   | Chen       | "Your Moonlight" (너의 달빛) | Ji Hoon y Jay Kim | Choi In-hwan y Lee Seung-joo | 3:44     |
| 2   |            | "Your Moonlight" (Int.)      | -                 | Choi In-hwan y Lee Seung-joo | 3:44     |

### Parte 4
| No. | Intérprete | Canción                         | Letra                    | Canción                      | Duración |
| --- | ---------- | ------------------------------- | ------------------------ | ---------------------------- | -------- |
| 1   | Punch      | "Love Me" (널 사랑했던 한 사람) | Punch, Ji Hoon y Jay Kim | Lee Seung-joo y Choi In-hwan | 3:58     |
| 2   |            | "Love Me" (Int.)                | -                        | Lee Seung-joo y Choi In-hwan | 3:58     |

### Parte 5
| No. | Intérprete | Canción                     | Letra                            | Canción                                   | Duración |
| --- | ---------- | --------------------------- | -------------------------------- | ----------------------------------------- | -------- |
| 1   | Taeyeon    | "Kiss Me" (내일은 고백할게) | Ji Hoon, Bae Jin-young y Jay Kim | Ashley Aisha (de 153/Joombas) y Hyuk Shin | 3:58     |
| 2   |            | "Kiss Me" (Int.)            | -                                | Ashley Aisha y Hyuk Shin                  | 3:58     |

### Parte 6
| No. | Intérprete   | Canción                            | Letra             | Canción                                      | Duración |
| --- | ------------ | ---------------------------------- | ----------------- | -------------------------------------------- | -------- |
| 1   | Kim Na-young | "Dream" (그리워하면 그댈 만날까봐) | Ji Hoon y Jay Kim | Hwang Chan-hee, Lee Seung-joo y Choi In-hwan | 3:27     |
| 2   |              | "Dream" (Int.)                     | -                 | Hwang Chan-hee, Lee Seung-joo y Choi In-hwan | 3:27     |

### Parte 7
| No. | Intérprete           | Canción          | Letra             | Canción          | Duración |
| --- | -------------------- | ---------------- | ----------------- | ---------------- | -------- |
| 1   | Jo Yu-ri (de Iz*One) | "My Love"        | Ji Hoon y Jay Kim | A10TION y Noheul | 3:05     |
| 2   |                      | "My Love" (Int.) | -                 | A10TION y Noheul | 3:05     |

### Parte 8
| No. | Intérpretes   | Canción                         | Letra                    | Canción              | Duración |
| --- | ------------- | ------------------------------- | ------------------------ | -------------------- | -------- |
| 1   | Heize & Punch | "Midnight" (밤하늘의 저 별처럼) | Punch, Ji Hoon y Jay Kim | Rocoberry y Pinkpage | 3:47     |
| 2   |               | "Midnight" (Int.)               | -                        | Rocoberry y Pinkpage | 3:47     |

### Parte 9
| No. | Intérprete | Canción                        | Letra             | Canción   | Duración |
| --- | ---------- | ------------------------------ | ----------------- | --------- | -------- |
| 1   | K.Will     | "Beautiful" (아름다운 한 사람) | Ji Hoon y Jay Kim | Rocoberry | 3:53     |
| 2   |            | "Beautiful" (Int.)             | -                 | Rocoberry | 3:53     |

### Parte 10
| No. | Intérprete | Canción                            | Letra   | Canción       | Duración |
| --- | ---------- | ---------------------------------- | ------- | ------------- | -------- |
| 1   | Gummy      | "Love Song" (노래해요 그대 듣도록) | Ji Hoon | Ahn Young-min | 3:10     |
| 2   |            | "Love Song" (Int.)                 | -       | Ahn Young-min | 3:10     |

### Parte 11
| No. | Intérprete | Canción        | Letra   | Canción          | Duración |
| --- | ---------- | -------------- | ------- | ---------------- | -------- |
| 1   | Baekhyun   | "Happy"        | Ji Hoon | Gaemi y Midnight | 3:53     |
| 2   |            | "Happy" (Int.) | -       | Gaemi y Midnight | 3:53     |

## Premios y nominaciones
| Año  | Premio               | Categoría                                                             | Nominado(a)                | Resultado |
| ---- | -------------------- | --------------------------------------------------------------------- | -------------------------- | --------- |
| 2020 | 7th APAN Star Award  | Premio a la excelencia, actor en miniserie                            | Kim Min-jae                | Nominado  |
| 2020 | 28th SBS Drama Award | Premio a la excelencia, actor en miniserie Fantasy/Romance Drama      | Kim Min-jae                | Ganó      |
| 2020 | 28th SBS Drama Award | Top Premio a la excelencia, actriz en miniserie Fantasy/Romance Drama | Park Eun-bin               | Ganó      |
| 2020 | 28th SBS Drama Award | Mejor actor revelación                                                | Kim Sung-cheol             | Nominado  |
| 2020 | 28th SBS Drama Award | Mejor actriz revelación                                               | Park Ji-hyun               | Nominada  |
| 2020 | 28th SBS Drama Award | Mejor pareja                                                          | Kim Min-jae y Park Eun-bin | Ganaron   |

## Producción
La serie también es conocida como Please Love Brahms y/o Liking Brahms.
La dirección fue realizada por Jo Young-min, quien contó con el apoyo del guionista Ryu Bo-ri. Mientras que la producción estuvo a cargo de Han Jeong hwan.
La primera lectura del guion fue realizada en abril de 2020 en el Centro de producción de SBS Tanhyeon. Por otro lado, las filmaciones de la serie terminaron el 15 de octubre del mismo año.
La serie también contó con el apoyo de la compañía de producción Studio S (de la SBS).